# 410 TCN
410 TCN là một năm trong lịch La Mã.